# Cucharas (instrumento musical)

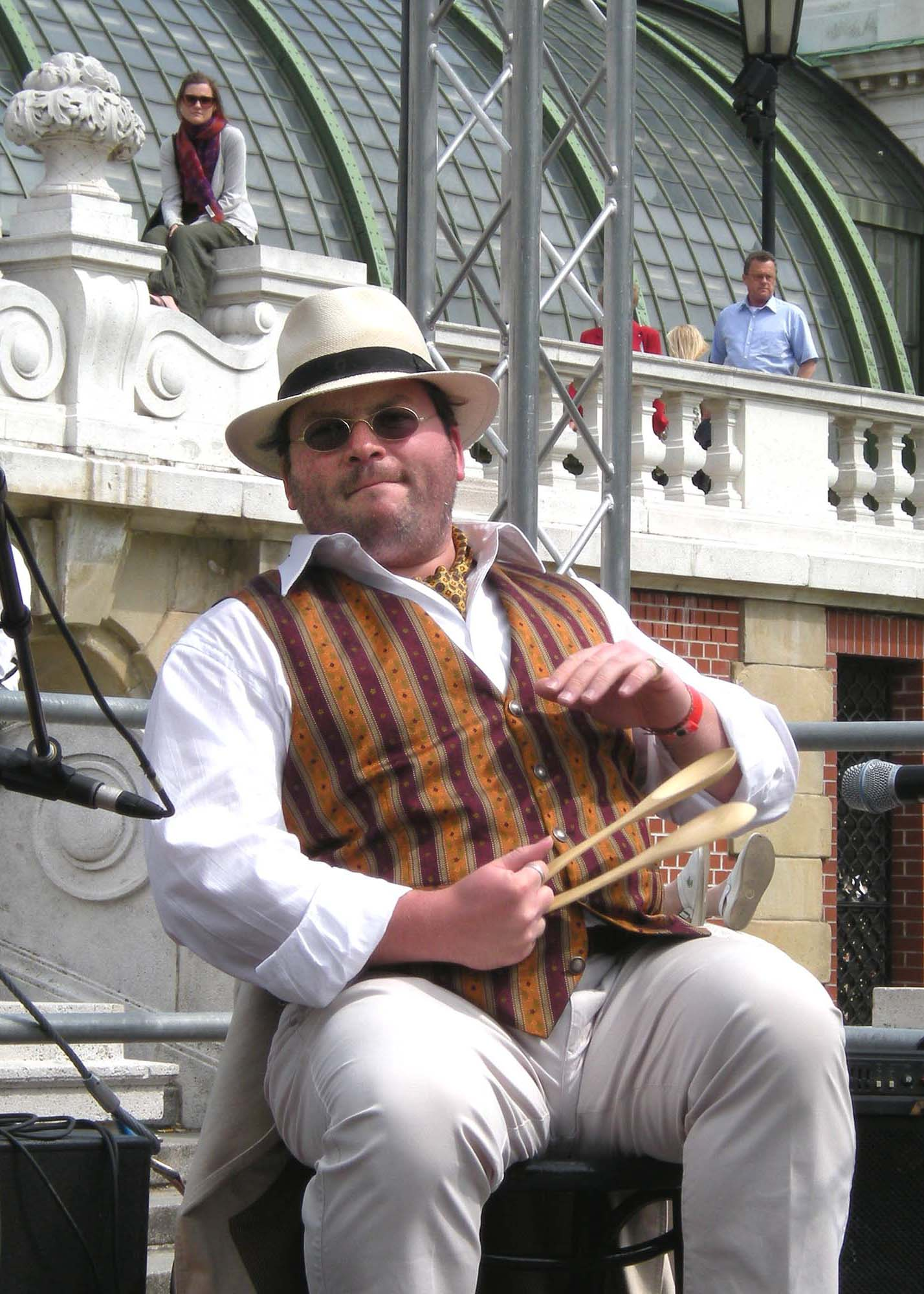
Ejecutante de cucharas

Una cuchara, tocada como instrumento musical, se ejecuta generalmente en número par. Las cucharas se pueden ejecutar golpeando una cuchara contra la otra como un instrumento de percusión idiófono, similar a las castañuelas. Se tocan en diversos estilos de folklor musical. 
En la música peruana se denominan cucharas criollas o cucharas rítmicas afroperuanas, son instrumentos idiófonos de percusión usados en la música tradicional peruana. Se trata de dos cucharas de metal comunes cuya técnica de ejecución consiste en percutir entre sí las caras convexas.

## Historia
El uso de las cucharas como instrumento musical es muy antiguo. No existen afirmaciones completas pero el uso parece remontarse a tiempo prehistóricos.[cita requerida]
Existen postulados que sostienen que los pueblos egipcios, griegos, turcos, rusos, franceses, alemanes, españoles, entre otros, han desarrollado y experimentado sonidos con estos utensilios, en sus formas de madera o de metal; sin embargo, más allá del material, la diferencia principal radica en la técnica y el ritmo característico que cada pueblo imprime a su música. 
Es probable que su uso haya llegado a Lima a través de conquista española del siglo XVI. Lo que sí es seguro es que el uso de las cucharas como se instrumento musical, como alternativa al uso de castañuelas españolas (prohibidas a las poblaciones negras e indígenas), nace en las zonas donde existían las reducciones coloniales y que posteriormente se convierten en vecindarios y centros musicales tales como las zonas de Barrios Altos, Rímac, La Victoria, Monserrat, Breña y El Callao.
El uso de las cucharas es una característica per se de la música criolla limeña que posteriormente se extendió a otros territorios de la costa peruana.

## Técnica de ejecución
Para ejecutarlas, una mano sostiene las cucharas desde los mangos (con el dedo índice como separador) y éstas son golpeadas contra la palma de la otra mano, en posición sentada o parada.
Con el desarrollo y mejora de las técnicas de ejecución, las cucharas también se percuten entre sí usando del dorsal de la mano, los dedos, brazos, piernas, codos, rodillas y cualquier otra parte del cuerpo que el percusionista considere pertinente para embellecer la presentación y el show.

### Técnicas de ejecución en otros folklores
1. Estilo de pinzas de fuego: un par de cucharas se mantiene apretado con los lados cóncavos mirando hacia afuera y con el dedo índice entre sus manijas para separarlos. Cuando se golpea al par, las cucharas se golpean bruscamente entre sí y luego vuelven a su posición original. Las cucharas generalmente se golpean en la rodilla y la palma de la mano.

1. Estilo de servicio de ensalada: una cuchara se sujeta entre los dedos pequeño, anular y largo; la otra cuchara entre el anular, pulgar e índice, de tal manera que puedan rotarse con el dedo anular como eje común. Se pueden golpear entre sí en los lados convexos juntando los dedos (principalmente el medio y el pulgar).

1. Estilo de Castañuelas, dos en cada mano, uno sostenido por el pulgar, otro entre el anillo y el dedo medio.

1. Una cuchara mantiene el lado cóncavo contra la palma y la manija apretada debajo del cinturón de un reloj, otra entre los dedos anular y medio de la mano izquierda golpeando a esta última estilo de castañuela, y una tercera cuchara en la mano derecha golpeando a ambas cucharas en el mano izquierda, estilo de batería.

## Ritmos en folklor peruano
Los géneros musicales donde las cucharas intervienen tradicionalmente son los valses criollos, las polcas y las jaranas, ritmos que han sido expuestos alrededor del mundo como en la recordada presentación de Chabuca Granda, Eusebio «Pititi» Sirio y Caitro Soto en la televisión sueca donde interpretan La Flor de la Canela al compás de las cucharas y el cajón. Con el pasar de los tiempos se ha extendido la técnica a otros ritmos musicales del Perú como la zamacueca o la marinera.
Los cultores dominan técnicas diversas con las que le dan una sonoridad característica a la música criolla peruana.
Hoy en día, debido a la gran movilidad migratoria en las últimas décadas de peruanos alrededor del mundo, la técnica del cuchareo ya no se reduce a géneros musicales específicos sino que ha adquirido versatilidad y se manifiesta donde un grupo de jaraneros se junten.